# Кунцевич, Витольд
Витольд Кунцевич (пол. Witold Kuncewicz; 5 февраля 1879 — 13 марта 1936, Варшава) — польский актёр.

## Биография
Дебютировал в 1896 году в варшавском театре «Водевиль». В последующие годы выступал в Люблине, Ченстохове, Буско-Здруй, Лодзи и Варшаве.
В 1901 году поселился во Львове, где играл и руководил сначала Городским театром, а затем Народным театром. В 1906 году переехал в Варшаву, где следующие 20 лет его актёрской деятельности были связаны с варшавскими театрами.
Снимался в кино с 1914 года.

## Избранная фильмография
- 1914 — Раба страстей, раба порока — муж
- 1917 — Польская танцовщица — Алексы Виллинеффо
- 1918 — Царская фаворитка — Лайб, придворный лекарь
- 1922 — Д’Эльморо-Борьба за сокровища
- 1929 — Греховная любовь — офицер
- 1930 — Янко-музыкант —  эпизод
- 1931 — Десять из Павиака
- 1932 — Княгиня Лович
- 1933 — Приговор жизни — эпизод (нет в титрах)
- 1935 — Две Иоаси — эпизод (нет в титрах)

Похоронен на кладбище Старые Повонзки в Варшаве.